# وانج وي
وانج وي (669 - 759) (صينية مبسطة:王维، صينية تقليدية:王維، بينيين:Wáng Wéi)، رسام وشاعر صيني اشتهر بمهارته في رسم المناظر الطبيعية. وقد رسم مناظر طبيعية جميلة أحادية اللون، استخدم فيها ظلال وتدرجات لون واحد. وتشير السجلات إلى رسوم وانج وي الكثيرة على جدران المعابد والقصور. كذلك رسم وانج وي على الحرير، ومن المحتمل أن يكون قد رسم على الورق أيضًا. وقد ضاعت كل لوحاته الجدارية، ويعتقد بأن عددًا قليلاً من اللوحات الأخرى المتبقية من عمله. ولكن بالمقابل فإن معظم شعره محفوظ.
عاش وانج وي خلال عهد أسرة تانغ (618 - 907)، والذي يعتبر العصر الذهبي للحضارة الصينية. وقد أقام وانج وي في مدينة تشانجان العاصمة حينئذ (الآن شيان)، حيث حصل على منصب حكومي رفيع وأنتج وانج وي أيضًا أعمالاً جميلة في فن الخط الصيني، كما كان موسيقيًا ماهرًا. وقد عرف عبقريًا جمع الرسم والشعر والخط معًا في فن موحد.

## روابط خارجية
- وانج وي على موقع الموسوعة البريطانية (الإنجليزية)
- وانج وي على موقع ميوزك برينز (الإنجليزية)